# Гарето Басо (Пиза)
Гарето Басо је насеље у Италији у округу Пиза, региону Тоскана.
Према процени из 2011. у насељу је живело 13 становника. Насеље се налази на надморској висини од 294 м.